# Jamie Farr

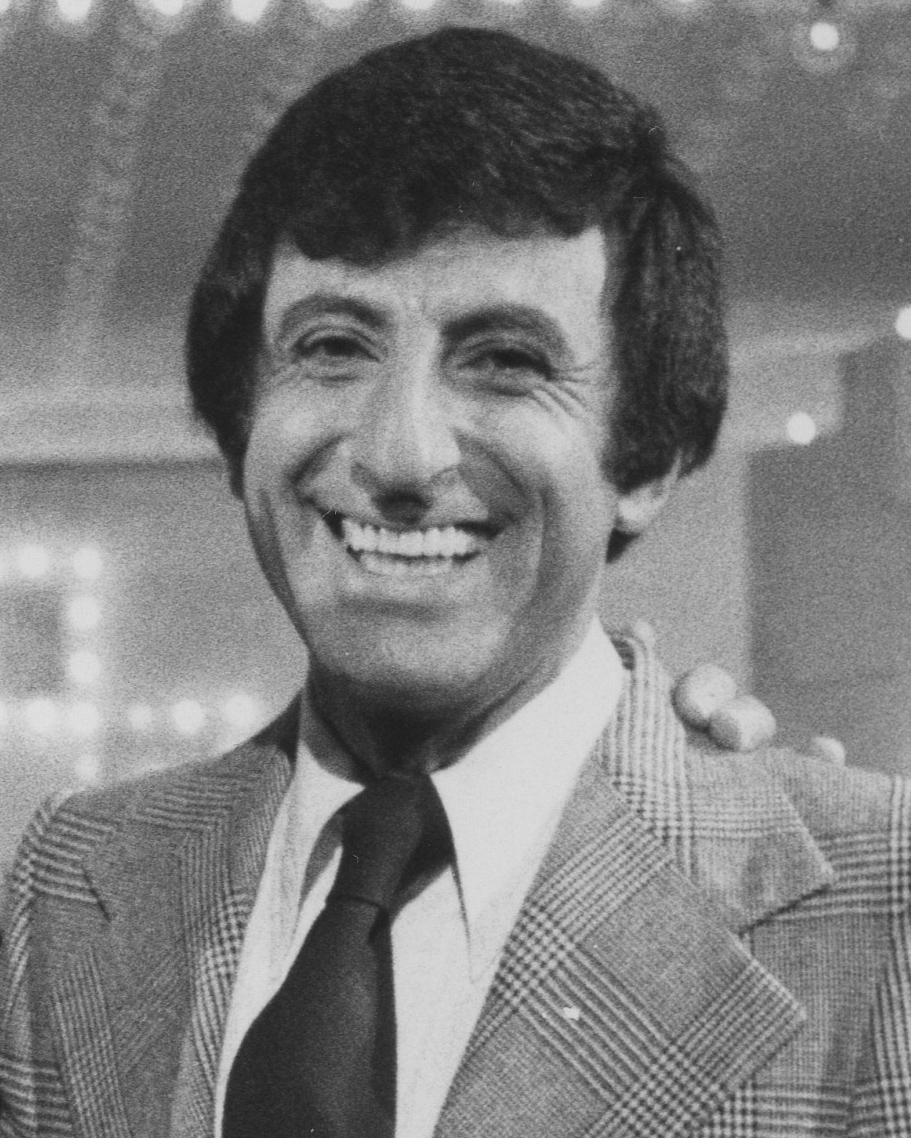
Al programa Stumpers!, 1976

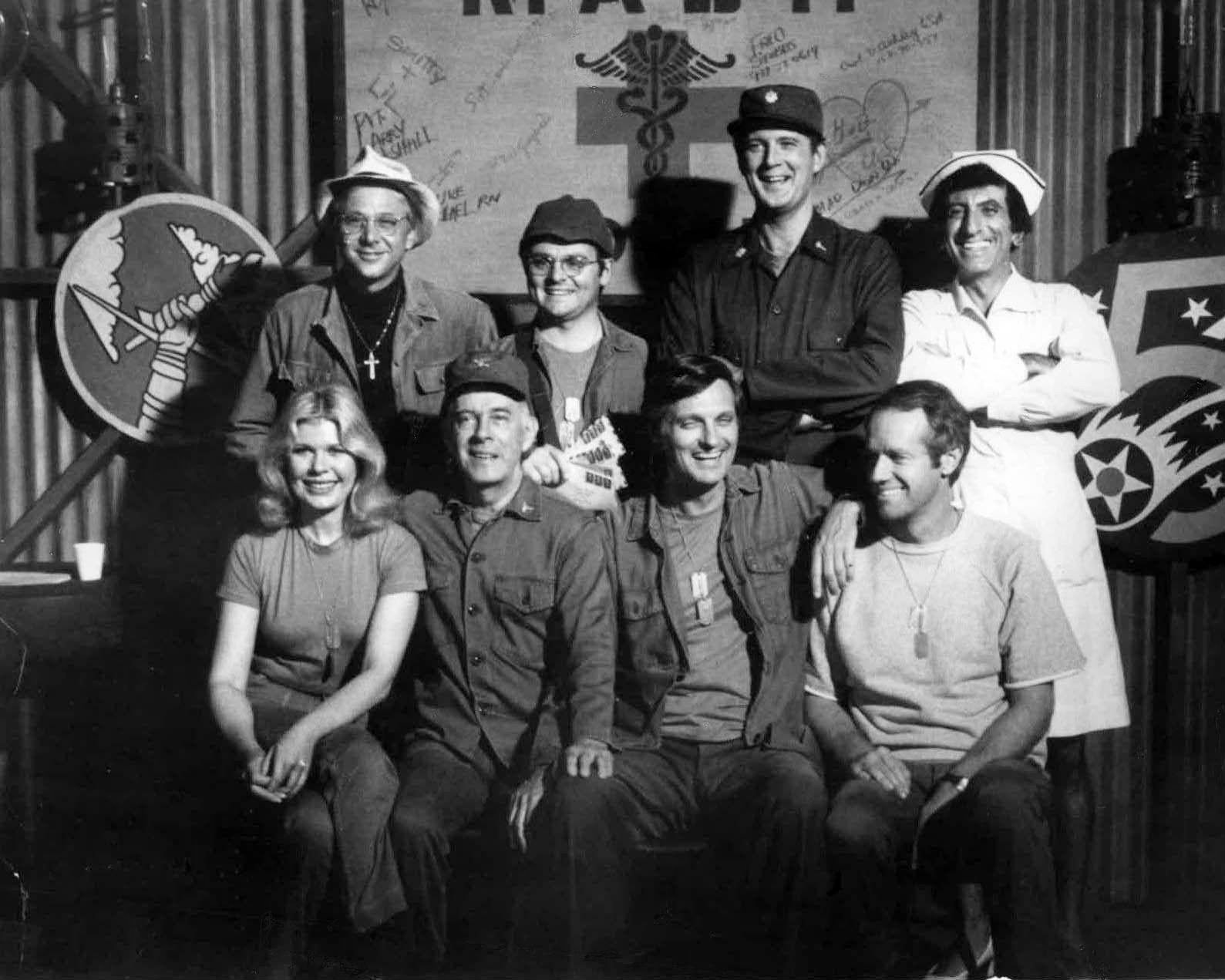
Repartiment de la sèrie M*A*S*H (1977); fila de darrere, d'esquerra a dreta: William Christopher, Gary Burghoff, David Ogden Stiers i Jamie Farr. Davant: Loretta Swit, Harry Morgan, Alan Alda, Mike Farrell.

Jamie Farr (nascut Jameel Joseph Farah; Toledo, Ohio, 1 de juliol de 1934) és un còmic i actor de teatre nord-americà. Ell és conegut sobretot per interpretar el transvestit caporal Maxwell P. Klinger a la comèdia de situació de televisió de CBS M*A*S*H.
Va ser inclòs al Passeig de la Fama de Hollywood el 1985.

## Primers anys de vida
Farr va néixer a Toledo, Ohio, de pares libanès-americans Jamelia M. (nascuda Abodeely), modista, i Samuel N. Farah, un botiguer. Ell i la seva família van assistir a l'Església Ortodoxa Antioquia de Sant George a Toledo.
El primer èxit d'actor de Farr es va produir als 11 anys, quan va guanyar dos dòlars en un concurs d'actuació local. Després de Woodward High School, on va ser un dels destacats de la seva classe, Farr va assistir al Pasadena Playhouse, on un explorador de talents de Metro-Goldwyn-Mayer el va descobrir, oferint-li una prova de pantalla per a Blackboard Jungle. Va guanyar el paper de l’ alumne amb problemes mentals, Santini. Animat pel seu mentor de Toledo, Danny Thomas, va decidir convertir-se en actor.

## Carrera
Els primers papers cinematogràfics de Farr van ser el 1955 a La jungla de les pissarres (acreditat com a Jameel Farah) i com a venedor de fruites a Kismet (sense acreditar). Després d'això, va ser destinat a l'exèrcit dels Estats Units, sent sotmès a la seva formació bàsica amb la 6a divisió d'infanteria a Fort Ord, Califòrnia. Va servir durant dos anys, al Japó a la ràdio i a Corea a la televisió, convertint-lo en un dels tres membres del repartiment del repartiment M*A*S*H que va servir a l'exèrcit nord-americà a Corea (els altres eren Alan Alda i Mike Farrell).
Farr va dir que Red Skelton va salvar la seva carrera. Farr va explicar la història en una entrevista el 2011 a la Television Academy Foundation. S'havien conegut abans del servei militar de Farr, i Farr va treballar amb Skelton com a mestre de cerimònies i escriptor en una campanya d'entretiment per a les tropes nord-americanes en gira per Corea i Japó. Després del seu servei actiu, mentre encara tenia dos anys de reserva activa, Farr estava disposat a deixar d’actuar quan va deixar l'exèrcit, perquè el seu pare havia mort, i Farr necessitava trobar feina constant per donar suport a la seva mare. Però Skelton va contractar Farr amb un contracte personal per escriure pel seu acte, li va donar centenars de dòlars en efectiu per enviar a la seva mare i el va ajudar a trobar papers. "Va ser Red Skelton qui em va salvar realment i em va mantenir en el negoci", va dir Farr. Durant la resta de la seva vida, va dir, Farr ha portat una medalla de Sant Cristòfol que li va donar Skelton.
Tot i que Farr va començar amb un començament prometedor, els rols eren poc freqüents per al jove actor i va ser escollit com a repartidor, com a funcionari de correus, com a funcionari de botiga de l'exèrcit, com a agent de reserves de companyies aèries i com a empleat en un ranxo de xinxilla -tot petits papers. El 1958, Warner Brothers el va escollir com a copilot d’un TB-25 a la comèdia militar d'Andy Griffith No Time for Sergeants, que també va portar al jove còmic de televisió Don Knotts a les pel·lícules cinematogràfiques. Farr va aparèixer com a Tadeu a la pel·lícula The Greatest Story Ever Told, de 1965, juntament amb papers menors a Who's Minding the Mint? i amb Six You Get Eggroll.
Farr va aconseguir un nou paper actoral a la televisió quan, a finals dels anys cinquanta, es va convertir en un habitual de The Red Skelton Show abans de convertir-se en formar parella humorística amb Harvey Korman a The Danny Kaye Show. Farr també va aparèixer a The Dick Van Dyke Show i va ser habitual de la sèrie de comèdia sobre gàngsters The Chicago Teddy Bears (amb Huntz Hall). El 1965 Jamie Farr apareix a la sèrie My Three Son's; a l'episodi 10 de la cinquenta temporada, "The Coffee House" com a beatnik. El 1964, va aparèixer en un episodi de Hazel com a pare proper que posseïa un restaurant italià. El 1967 va aparèixer a Garrisons Gorillas. Farr també va treballar en anuncis de televisió, inclòs Wonder Bread.
L'octubre de 1972 va ser contractat per a un dia de treball com a caporal Maxwell Klinger a l'episodi de M*A*S*H "Chief Surgeon Who?" El seu personatge portava vestits per intentar convèncer l'exèrcit que estava boig i que mereixia ser llicenciat per transgènere. L'escriptor i dramaturg de comèdia Larry Gelbart va dir que l'intent de l'humorista Lenny Bruce de ser alliberat del servei militar durant la Segona Guerra Mundial vestint-se amb un uniforme WAVES va ser la inspiració original del personatge de Klinger a la comèdia de situació. Li van demanar una dotzena d'episodis a la segona temporada i es va convertir en un habitual a la quarta temporada.
Finalment, el seu personatge va deixar de vestir-se amb roba de dona després de la baixa de Radar O'Reilly perquè Klinger assumís el lloc de secretari de l'empresa. Farr també va acabar amb el gag perquè, en aquell moment, els seus fills petits estaven sent objecte de burla al respecte. Com la majoria dels personatges de M*A*S*H, Klinger va madurar a mesura que passaven els anys. A poc a poc, va passar de ser una broma visual multidisciplinària i es va convertir en un personatge més sensible i amb més recursos. El costat colorit de Klinger va sorgir de noves maneres, ja que va utilitzar les habilitats de comerciant de rodes de Toledo que va aprendre als carrers per eludir la burocràcia de l'exèrcit en nom del 4077.
Els seus episodis preferits són "Officer of the Day" i "Big Mac".
Farr i els seus compnays Harry Morgan i William Christopher van passar dos anys protagonitzant AfterMASH, la seqüela que va explorar com la vida civil tractava els seus personatges. Mentre treballava a M*A*S*H, Farr també va aparèixer a The Cannonball Run, Els bojos del Cannonball 2 i Els bojos de Cannonball 3, convertint-lo en l’únic actor que va aparèixer a les tres pel·lícules de Cannonball Run.
Farr era jutge habitual de The Gong Show a finals dels anys setanta. També va aparèixer en diversos altres programes de jocs, incloent The $25,000 Pyramid, Super Password, Body Language, Match Game-Hollywood Squares Hour, Wordplay, The $1.98 Beauty Show, The Magnificent Marble Machine i Tattletales.
Va aparèixer en diverses pel·lícules fetes per a la televisió com Murder Can Hurt You, Return of the Rebels i Combat Academy. També va protagonitzar Kolchak: The Night Stalker com a professor, Mr. Burton, a més d'un episodi de la segona temporada d'Emergency! Farr també va aparèixer a Barnaby Jones, a l'episodi titulat "Doomed Alibi".
Farr va donar suport al bar Mars dels EUA als anuncis publicitaris durant la dècada de 1980 i va rebre una estrella al passeig de la fama de Hollywood el 1985.
Als anys noranta, Farr (i Nathan Lane) van interpretar el paper de Nathan Detroit en un renaixement de Guys and Dolls a Broadway. Farr continua actiu al teatre regional i és una estrella convidada de tant en tant a la televisió.
Des de 1984, ha organitzat un torneig de golf professional femení anual a la gira LPGA, el Jamie Farr Toledo Classic, presentat per Kroger, Owens Corning i OI a Sylvania, Ohio. El torneig ha recaptat més de 6,5 milions de dòlars per a organitzacions benèfiques locals per a nens.
El 1996-97 Farr va fer una gira nord-americana amb L'estranya parella, interpretant a Oscar Madison al costat del seu vell amic William Christopher en el paper de Felix Ungar. Els dos havien aparegut en diverses pel·lícules abans que finalment fossin escollits junts a M*A*S*H.

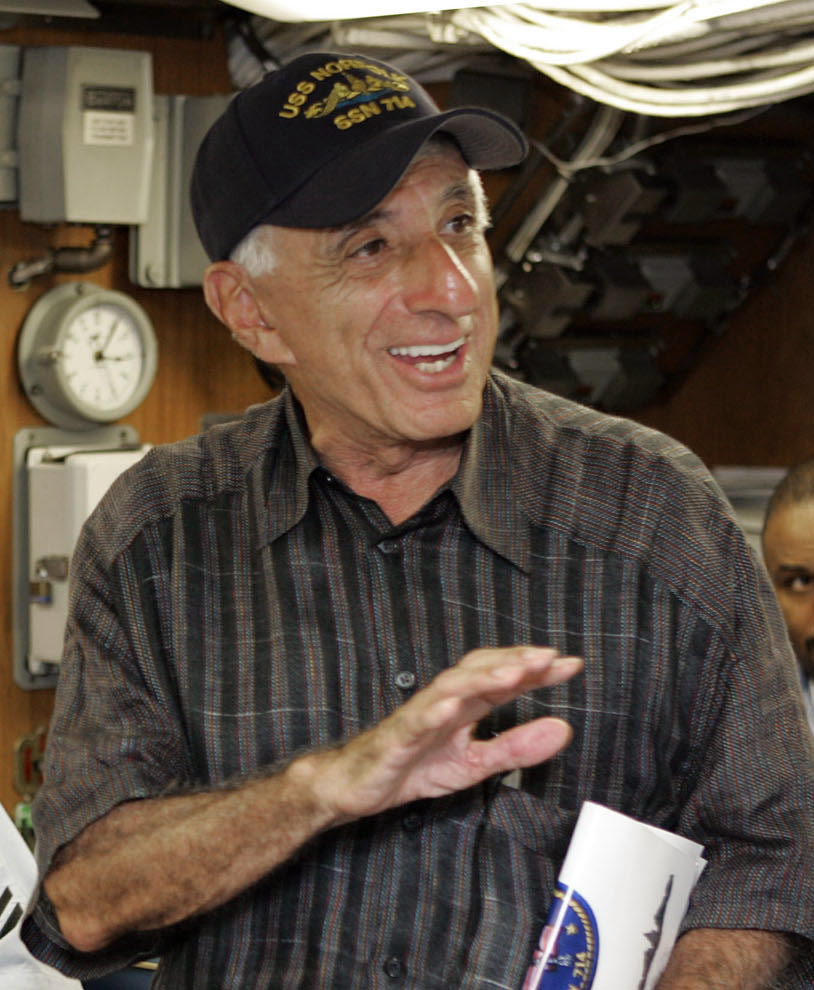
Farr al setembre del 2007

El Memorial Day 2007, Farr va organitzar una presentació de capítols múltiples de M*A*S*H al canal Hallmark. Els episodis destacats van mostrar les actuacions de Farr al programa, amb Farr que va fer comentaris durant les pauses publicitàries.
El 2007, Farr va interpretar a Adam Johnson a la pel·lícula original de Hallmark A Grandpa for Christmas. La pel·lícula de TV va tenir com a protagonista a Ernest Borgnine en el paper de Bert O'Riley.
Farr, Chuck Woolery i Bob Eubanks van ser amfitrions rotatius del Game Show Spectacular de 250.000 dòlars al Las Vegas Hilton fins que el programa va acabar l'abril del 2008.
El 17 de juliol de 2008, Farr i Anita Gillette van obrir Flamingo Court, una obra de tres actes als New World Theaters de Nova York.
Farr acull una funció diària de viatges per ràdio anomenada "Travelin 'Farr".
Entre finals del 2016 i el 2018, es va veure Farr promocionant la sèrie de televisió M*A*S*H i altres sèries de televisió clàssiques a la cadena de televisió MeTV.
Farr va tenir un paper recurrent a The Cool Kids de Fox.

## Vida personal
L’autobiografia de Farr es titula Just Farr Fun.
Després del seu paper a la pel·lícula Blackboard Jungle del 1955, va ingressar a l'exèrcit dels Estats Units durant dos anys, servint a l'estranger al Japó i Corea. El seu servei a Corea va ser un cop acabades les hostilitats. En el seu paper a M*A*S*H com a Max Klinger, es pot veure vestit amb les seves xapes d'identificació reals de l'exèrcit nord-americà.
El parc de Toledo on Farr solia passar l'estona quan era petit va passar a anomenar-se "Jamie Farr Park" en honor seu el 5 de juliol de 1998. Sobre el parc, va dir: "Volia ser actor, un actor famós i volia que la meva ciutat natal, Toledo, Ohio, estigués orgullosa de mi". Farr va parlar amb uns 400 admiradors i va ser citat al New York Post : "Jamie Farr Park és sens dubte un dels moments destacats de la meva vida i carrera".
Un exemple més de l'amor de Farr per Toledo va ser la seva menció freqüent als gossos calents de Tony Packo, un element bàsic de Toledo, a M*A*S*H. També es va mostrar en molts episodis com a fan dels Toledo Mud Hens.
Des del 2000, Farr ha donat amb freqüència al Comitè Nacional Republicà.
Farr està casat amb Joy Ann Richards des del 1963 i té dos fills, Jonas i Yvonne. Té un net anomenat Dorian.
Des de principis dels anys noranta, Farr ha lluitat contra l'artritis reumatoide severa.
El 2003, Farr i la seva dona van escriure un conte infantil anomenat "Hababy's Christmas Eve", que explica el primer Nadal des del punt de vista dels animals.